# تشارلز بولفينش
كان تشارلز بولفينش (8 أغسطس 1763- 15 أبريل 1844) من المهندسين المعماريين الأمريكيين الأوائل، ويراه الكثيرون أول مهندس معماري محترف أمريكي المولد يمارس المهنة.

## حياته
قسم بولفينش حياته المهنية بين مسقط رأسه بوسطن بماساتشوستس، وواشنطن العاصمة، حيث شغل منصب مفوض المباني العامة وبنى القاعة المستديرة في كابيتول الولايات المتحدة وقبته. تتميز أعماله ببساطتها وتوازنها وذوقها السليم، وبأنها أصل الأسلوب الفدرالي المميز للقباب والأعمدة والزخرفة الكلاسيكية التي هيمنت على العمارة الأمريكية في أوائل القرن التاسع عشر.

## نشأته
وُلد بولفينش في بوسطن لتوماس بولفينش، وهو طبيب بارز، وزوجته سوزان أبثورب، ابنة تشارلز أبثورب. في عمر الثانية عشرة، شاهد معركة بانكر هيل من منزله على جانب بوسطن من نهر تشارلز.
تلقى تعليمه في مدرسة بوسطن اللاتينية وجامعة هارفارد، والتي تخرج فيها بدرجة بكالوريوس الآداب في 1781 ودرجة الماجستير في 1784.
ذهب بعد ذلك في جولة كبرى إلى أوروبا من 1785 حتى 1788، مسافرًا إلى لندن وباريس ومدن إيطاليا الكبرى. كان بولفينش متأثرًا شديد التأثر بالمهندس المعماري من عصر النهضة أندريا بالاديو. تأثر أيضًا بالعمارة الكلاسيكية الإيطالية والأبنية الكلاسيكية الجديدة التي بناها السير كريستوفر رن وروبرت آدم وويليام تشامبرز وغيرهم في المملكة المتحدة. صار توماس جيفرسون مرشده إلى حد ما في أوروبا، مثلما صار هو مرشدًا لروبرت ميلز لاحقًا.
عقب عودته من الولايات المتحدة في 1787، صار مروّجًا لرحلة السفينة كولومبيا ريدفيفا حول العالم تحت قيادة القبطان روبرت غراي (1755- 1806). كانت أول سفينة أمريكية تبحر حول العالم. في 1788، تزوج من هانا أبثورب، ابنة عمه الأولى. كان من أبنائهما توماس بولفينش (1796- 1867)، مؤلف ميثولوجيا بولفينش، وستيفن غرينليف بولفينش (1809- 1870) رجل دين توحيدي وأديب.

## حياته المهنية
كانت كنيسة هوليس ستريست (1788) أول أبنية بولفينش. من أعماله المبكرة الأخرى عمود تذكاري على تلة بيكون (1789)، وهو أول نصب للثورة الأمريكية، ومسرح فيدرال ستريت (1793)، و «هلال تونتاين» (بُني في 1793- 1794، وهو مهدّم الآن)، وصُمم جزئيًا تيمنًا بالهلال الملكي الذي صممه جون وود، ومجلس النواب القديم في هارتفورد بكونيتيكت (1796)، ومجلس نواب ماساتشوستس (1798). انتُخب زميلًا في الأكاديمية الأمريكية للفنون والعلوم في 1791.
على مدى عشرة سنوات، بنى بولفينش عددًا كبيرًا من المساكن الخاصة في منطقة بوسطن، بما فيها بليزنت هيل الخاص بجوزيف باريل (1793)، وسلسلة من ثلاثة منازل في بوسطن لهاريسون غراي أوتيس (1796، 1800، 1806)، ومنزل جون فيليبس (1804). بنى عدة كنائس في بوسطن، ونيو فورث (بني في 1802- 1804) هي آخر ما يزال موجودًا منها.